# Théophraste Renaudot

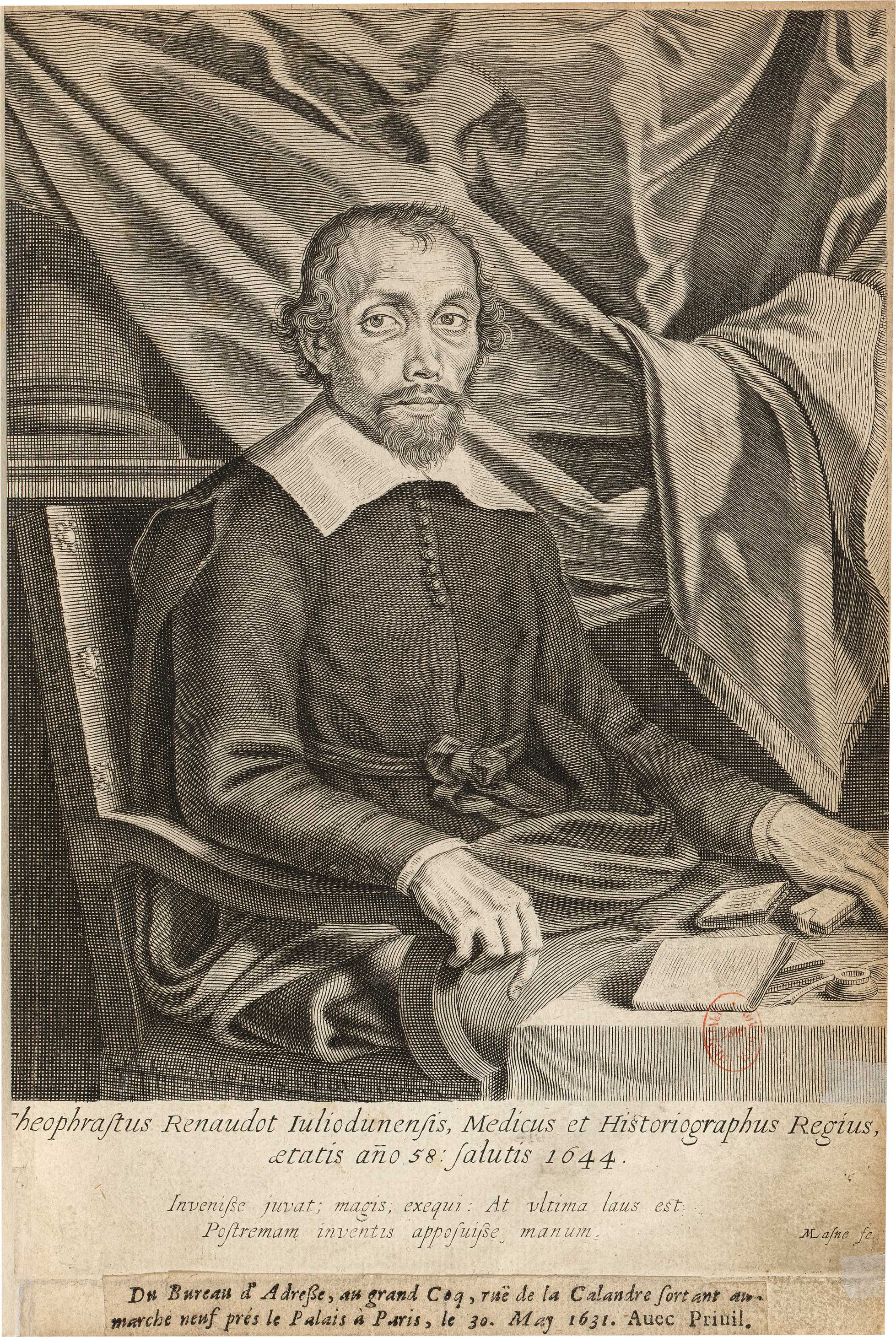
Théophraste Renaudot

Théophraste Renaudot (* 1586 in Loudun, heute im Département Vienne; † 25. Oktober 1653 in Paris) war ein französischer Arzt und Philanthrop. Er gilt als Begründer des modernen Journalismus.

## Leben und Wirken
1606 wurde er bereits mit neunzehn Jahren Doctor Medicinae an der Universität von Montpellier. Bald danach lernte er Kardinal Richelieu kennen und konvertierte vom Protestantismus zum Katholizismus. Später wurde er Leibarzt von König Ludwig XIII.

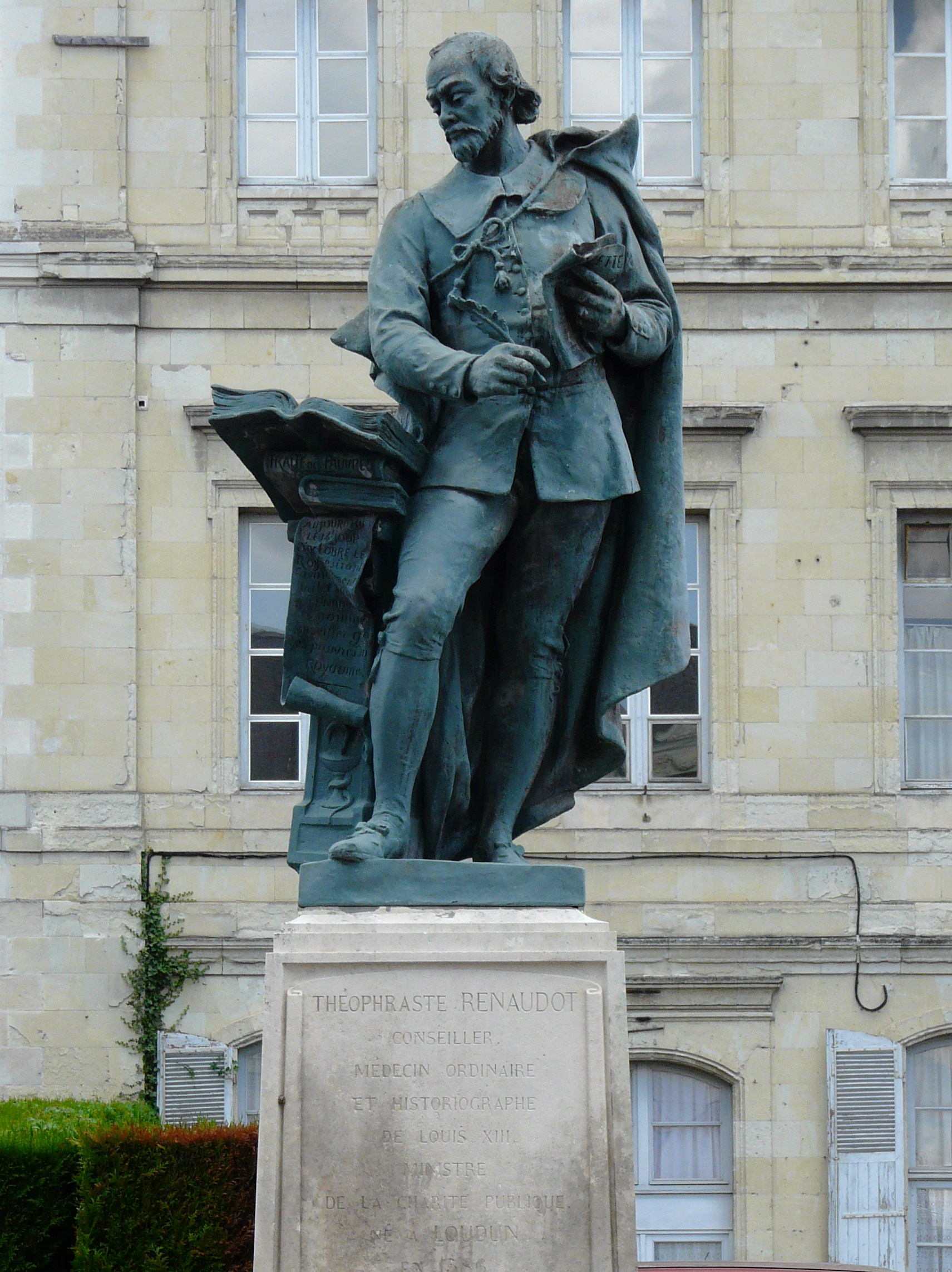
Théophraste Renaudot vor seinem Geburtshaus

Er gründete 1630/31 in Paris ein Annoncenbureau, Bureau d’Adresse et de rencontre als Arbeitsvermittlung, Informationsvermittlungsstelle, Verkaufsagentur, Veranstaltungsort gelehrter Vorträge, Herausgabe der Gazette (de France), Poliklinik, Pfandverleih und Kunstgalerie.
Das Haus stand auf der Île de la Cité in der Rue de La Calandre. Es hatte eine große Halle, in der Arbeitgeber freie Stellen meldeten. Hier konnten aber auch die Zuzügler, Lehrer, Dienstboten und Gesellen Angaben zu ihren Fähigkeiten und ihre Adresse hinterlegen. Kardinal Richelieu unterstützte die Einrichtung.
Ab 1631 war Renaudot der Herausgeber der ersten französischen Zeitung La Gazette. Diese Zeitung erschien ab dem Freitag den 30. Mai 1631 wöchentlich, erhielt im Jahr 1762 den Titel Gazette de France und war bis 1915 erhältlich. Seit 1633 organisierte Renaudot wöchentliche Konferenzen mit Vorträgen über verschiedene Gegenstände – ein Vorläufer der Volkshochschule – und veröffentlichte diese in den comptes-rendus, von denen ca. 240 auch in Englisch veröffentlicht wurden (Proceedings). 1637 eröffnete er den mont-de-piété, das erste Leihhaus in Paris. Er wurde von Richelieu zum Oberaufseher der Armen ernannt und führte 1640 kostenlose Vorsorgeuntersuchungen für Arme ein. 1642 veröffentlichte er ein Handbuch zur Selbstdiagnose. 1646 wurde er Historiker des neuen Königs, Ludwig XIV. Der ebenfalls bekannte Journalist Eusèbe Renaudot war sein Enkel.
Seit 1926 wird überdies in Frankreich zu seinen Ehren der Prix Renaudot verliehen, der neben dem Prix Goncourt zu den fünf großen Literaturpreisen des Landes zählt.